# 住吉神社 (壹岐市)
33°47′18″N 129°42′23″E / 33.78847°N 129.70647°E
住吉神社（日语：／ Sumiyoshi-jinja */?）是日本長崎縣壹岐市蘆邊町住吉東觸的神社，社格是名神大社、國幣中社和別表神社，祭神是底筒男神、中筒男神、表筒男神和八千戈神。氏子方面，根據《日本社寺大觀》、《神社名鑑》和《全國神社名鑒》記載，均為120戶，後兩者稱另有崇敬者40000人。
文化財方面，「絹本着色高野四社明神像」是長崎縣指定文化財，「住吉神社神鏡17面」和「住吉神社的樟樹」是壹岐市指定文化財。

## 歷史
神社位於壹岐島的中央，行政區劃上原屬壹岐國壹岐郡鯨伏鄉，後為住吉村（鯨伏村）、那賀村和蘆邊町，地名的住吉源於此神社。根據《社記》記載，神社源於住吉大明神在三韓征伐時協助神功皇后擊退敵人，其後神功皇后凱旋而歸登陸御津浦時發現石頭上有足印，因此便在海邊供奉住吉大神而來，後來遵照神託才轉移至聽不見海浪聲的現址，並且由獲賜壹岐的神功皇后之臣安倍介麿出仕於神社。
天安3年正月27日（859年2月13日），根據《日本三代實錄》記載，從五位下的「住吉神」升至從五位上，《延喜式神名帳》中則獲列為名神大社。延喜18年10月15日（918年11月21日），根據《扶桑略記》的背書記載，神社如太鼓般隆隆作響後，神體的石頭突然飛出寶殿。。
其後根據《壹岐國神社誌》記載，神社的神階先後在寬平9年（897年或898年）12月、天慶3年（940年）正月、永保元年（1081年）3月、永治元年（1141年）7月、治承4年（1180年或1181年）12月、元曆2年（1185年）3月、建仁元年（1201年）2月、弘長元年（1261年）2月、建治元年7月（1275年）和永德元年（1381年，弘和元年）2月各升一級，敕使則分別在延曆7年（788年）5月、延曆16年（797年）6月、弘仁3年（812年）7月、弘仁7年（816年）7月、天長7年（830年）8月、承和2年（835年）7月、承和3年（836年）7月、嘉祥3年（850年）9月、天安元年（857年）2月、天安2年（858年）4月、貞觀5年（863年）3月和昌泰元年（898年）7月先後前來奉幣。
根據正平24年（1369年，應安2年）的《壹岐神領圖》記載，神社與聖母社、本宮八幡、箱崎八幡、物部布都神社、國分天滿宮、老松天神雖然均記載於圖內，不過除了住吉神社外，其餘均由武家掌控，《式內社調查報告》推測住吉神社免於被武家支配是源於筑前國的住吉神社的阿倍氏的影響。此圖也記載道神社為「鯨伏鄉 94町（約0.93平方公里）」。文祿之役時，根據《壹岐神社誌》記載，由於當時治安惡化，神社用於神事的神酒不但被士兵喝掉，酒瓶也被打破。
文明4年（1472年），壹岐遭到岸岳城城主波多泰押領，神社的領地也推測在當時被沒收。永祿6年（1563年），平戶城城主松浦隆信開始領有壹岐，並且重新分配神領。寬永3年（1626年），神社的拜殿獲重建，內秘殿和寶殿則先後在寬永15年（1638年）和慶安2年（1649年）建成。元文3年8月14日（1738年9月27日），神社遭到打雷，正殿、拜殿和祝詞殿均因此焚毀，翌年6月拜殿和神殿由平戶藩藩主松浦誠信重建，並且在同年8月21日（1739年9月23日）舉行遷座儀式。
明治4年5月14日（1871年7月1日），神社獲列為國幣中社。其後，神社先後在明治4年11月17日（12月28日）的大嘗祭、1889年2月25日《皇室典範》制定、1904年3月4日日俄戰爭爆發、1905年12月17日日俄戰爭結束、1915年11月14日大正天皇大嘗祭以及1928年11月14日昭和天皇大嘗祭均獲敕使前來奉幣。

## 境內

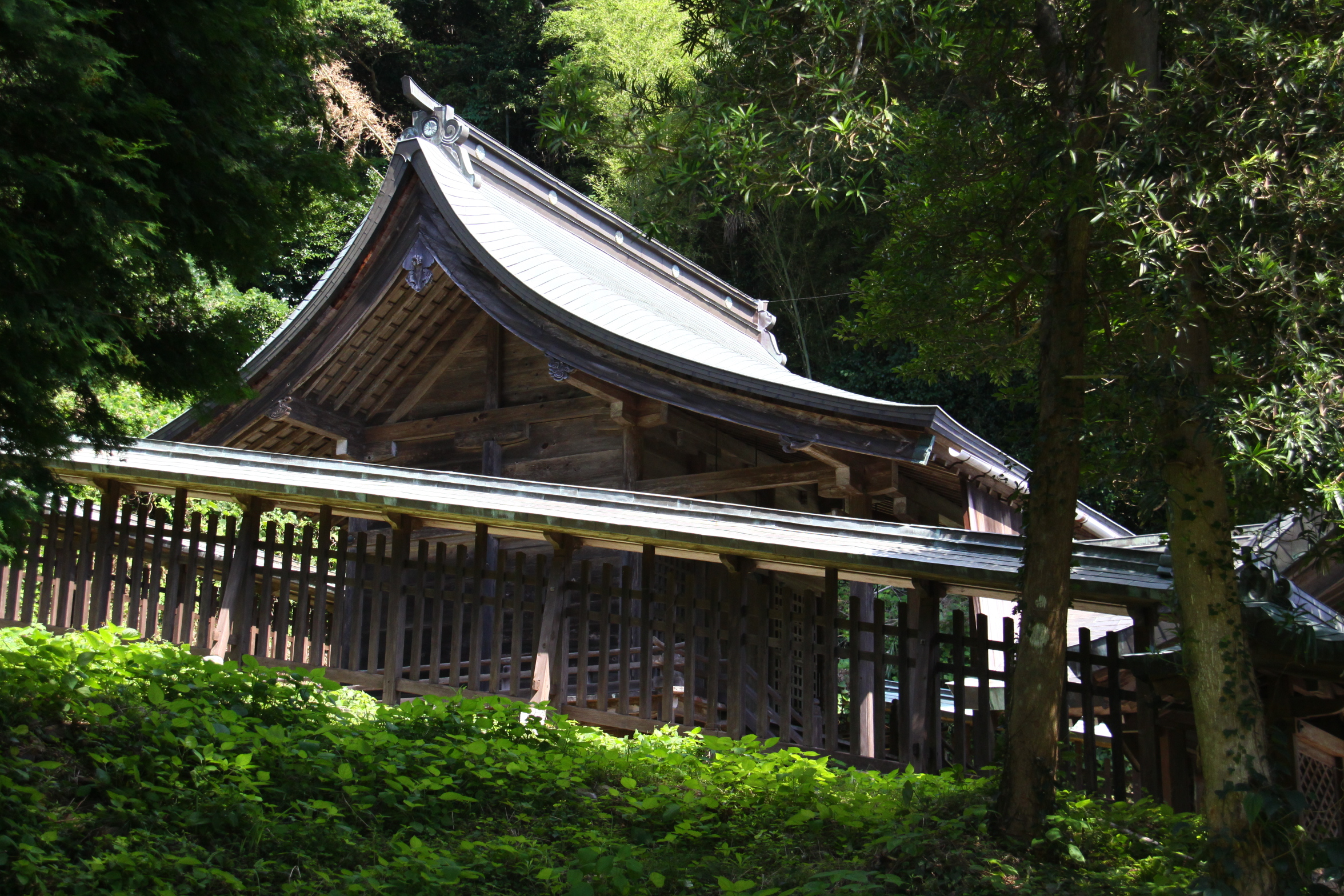
本殿

根據《日本社寺大觀》記載，神社境內面積達3080坪（約10181.82平方）左右，《壹岐國神社誌》稱是5701坪（約18846.28平方），《神社名鑑》指是5806坪（約19193.39平方），《全國神社名鑒》則主張是5800坪（約19173.55平方）。本殿佔地17坪（約56.2平方），為流造建築，拜殿佔地16坪（約52.89平方），為入母屋造妻入建築，儀式殿佔地16坪（約52.89平方），神門（中門）佔地4.4坪（約14.55平方）。
境內社有末社竹生島神社，祭神是市杵島姬命，合祀有倉稻魂命，創建自1879年5月，由氏子出資興建，原本分為兩個社殿，不過由於腐壞而在1914年7月3日獲准合祀至同一社殿。境外攝社是軍越神社，祭神是八十戈命，例祭是5月28日，分別位於那賀村住吉、田河村深江以及志原村平，各自距離神社達4町（約0.44公里）、1里4町（約4363.64）和1里8町（約4800），境內面積是271坪（約895.87平方）、290坪（約958.68平方）和190坪（約628.1平方）。

## 外部連結
- . 九州式內社顯彰會.   [2023-10-27]. （原始内容存档于2023-10-27） （日语）.
- . 長崎縣觀光聯盟.   [2023-10-27]. （原始内容存档于2023-10-27） （日语）.
- . 壹岐市觀光聯盟.   [2023-10-27]. （原始内容存档于2023-10-27） （日语）.